# Torneo 90 Minutos por la Vida Femenino
El Torneo 90 Minutos por la Vida Femenino es una competencia amistosa de fútbol que involucra los cuatro clubes tradicionales de la Primera División de Costa Rica masculino con el motivo de la lucha contra el cáncer infantil, organizado por dicha institución. A partir del 2020 se incluyó a equipos de la Liga Femenina de Costa Rica, Saprissa, Alajuelense y Herediano. En 1996 se realizó una cuadrangular femenina, como preliminar de la primera edición de los 90 Minutos por la Vida y en 2014 se realizó un preliminar de la selección U-17 que jugó en Mundial U-17 de 2014.
Las primeras ediciones de este torneo se realizaron bajo el formato de triangular a partido único, de veinte minutos cada tiempo y los equipos del Saprissa, Alajuelense y Herediano con sede en el Estadio Nacional.
El conjunto vencedor gana el trofeo tras acabar como líder de grupo. El equipo que obtenga el triunfo de esta forma, se adjudica dos puntos, y el que perdió solamente conserva un punto.

## Historial
| Año           | Fecha      | Sede             | Campeón     |
| ------------- | ---------- | ---------------- | ----------- |
| Triangular    |            |                  |             |
| 2020          | 5 de enero | Estadio Nacional | Saprissa    |
| Partido único |            |                  |             |
| 2024          | 6 de enero | Estadio Nacional | Alajuelense |

## Detalle de las ediciones

### 2020
| 5 de enero de 2020 | Saprissa | 0:0 (0:0) | Herediano | Estadio Nacional, San José |  |
| 14:30              |          |           |           |                            |  |

| 5 de enero de 2020 | Alajuelense | 0:0 (0:0) | Herediano | Estadio Nacional, San José |  |
| 14:50              |             |           |           |                            |  |

| 5 de enero de 2020 | Saprissa                                      | 2:0 (0:0) | Alajuelense | Estadio Nacional, San José |  |
| 15:10              | - Kenlly Villalobos 9' - Carolina Venegas 15' |           |             |                            |  |

| Campeón Saprissa FF 1.º título |
| ------------------------------ |

### 2024
| 6 de enero de 2024 | Alajuelense                           | 2:0 (0:0) | Saprissa | Estadio Nacional, San José |  |
| 17:45              | - Sianyf Agüero 6' - Ányela Mesén 33' | Reporte   |          |                            |  |

| Campeón Alajuelense FF 1.º título |
| --------------------------------- |

## Estadísticas
Actualizado a su última edición el 6 de enero de 2024.
- Goleadores:
  -  Carolina Venegas  (1 goles) (Saprissa FF)
  -  Sianyf Agüero (1 goles) (Alajuelense FF)
  -  Anyela Mesén (1 goles) (Alajuelense FF)
  -  Kenlly Villalobos (1 goles) (Saprissa FF)

- Se han registrado 4 goles en 4 partidos.

### Participaciones por club
| Equipo               | Participaciones |
| -------------------- | --------------- |
| Saprissa Alajuelense | 2               |
| Herediano            | 1               |

### Técnicos campeones
| Nombre       | Nacionalidad | Equipo      | Cantidad | Torneos |
| ------------ | ------------ | ----------- | -------- | ------- |
| Karol Robles | Costa Rica   | Saprissa    | 1        | 2020    |
| Wilmer López | Costa Rica   | Alajuelense | 1        | 2024    |